# John Pope (szenátor)
John Pope Prince William megye, Virginia, 1770 február -  Springfield, Kentucky, 1845. július 12.) Kentucky állam képviselőházába választották be 1801-től, majd Arkansas kormányzója 1829-1835 között, az Amerikai Egyesült Államok szenátora 1837-1843 közt Kentucky államból.

## Élete
Még fiatalon elvesztette az egyik karját, s így a tanulásra fordított nagy gondot, a William and Mary College-ben szerzett jogi diplomát. Springfield-be (Kentucky) költözött, s ott folytatott jogi gyakorlatot, aztán Washingtonban és Shelby városban, Fayette megyében, (Kentucky, korábban Virginia). Jogász szakképzettséggel politikai karriert futott be.
1801-1802-ben, majd 1806-1807-ben is beválasztották a Demokrata-Republikánis-párt színeiben a Kentucky képviselőházba, 1816-1819 közt államtitkári beosztásban működött Kentucky kormányzója, Gabriel Slaughter mellett. 1829-1835 közt Arkansas kormányzójává választották. 1837-1843 közt Kentucky 7. kongresszusi kerülete kétszer is beválasztotta az Egyesült Államok képviselőházába függetlenként, majd a Whig Párt színeiben.
John Pope szenátor 1845-ben halt meg Springfield-ben (Kentucky) és a Springfield-i temetőben helyezték örök nyugalomra.

## Családja
Az Egyesült Államok 6. elnöke, John Quincy Adams testvérét vette feleségül. Testvére Nathaniel Pope szintén jogi pályára lépett és politikai karriert futott be Illinois államban. John Poe szenátor unokaöccse, Nathaniel Pope fia, John Pope a West Point-on végzett, mindvégig hivatásos katonaként teljesített szolgálatot, 1861-1862-ben az unionisták oldalán harcolt.

## Fordítás
Ez a szócikk részben vagy egészben  a   John Pope (Kentucky) című angol Wikipédia-szócikk fordításán alapul.  Az eredeti cikk szerkesztőit annak laptörténete sorolja fel. Ez a jelzés csupán a megfogalmazás eredetét és a szerzői jogokat jelzi, nem szolgál a cikkben szereplő információk forrásmegjelöléseként.